# Polyfenisme
Polyfenisme er et begreb indenfor entomologien, der beskriver det fænomen at der indenfor samme art findes to meget forskellige typer hanner. Dette er særligt udtalt hos nogle typer hornede biller.

## Selektion
Indenfor den darwinistiske evolutionsteori taler man om to primære former for selektion: Økologisk og seksuel. Et eksempel på økologisk selektion er, når en dyreart udvikler en særlig slags tænder, der passer til den føde de spiser. Det mest påfaldende eksempel på seksuel selektion er påfuglens lange hale, der ikke har nogen praktisk funktion udover at tiltrække hunner og endda ofte hæmmer påfuglens muligheder for at bevæge sig og dermed for overlevelse. Størrelse er en form for selektion, der både kan have et praktisk formål og være seksuelt baseret, da hunnerne af mange arter vil foretrække de store hanner frem for de små.

## Variation i kropsstørrelse og hornstørrelse
I de fleste populationer af insekter og andre dyr vil man finde en vis variation i størrelse. Hos arter der har særligt seksuelt selekterede kropsdele, f.eks. hjortenes gevir, vil størrelsen af denne kropsdel stige i takt med hele kroppens størrelse. Tegner man en graf over dette, vil det danne en lineær kurve. Men hos visse hornede biller, f.eks. herkulesbillen, danner grafen en sigmoid (s-formet) kurve. De små hanner har med andre ord meget små horn, de store hanner har store horn, og der findes næsten ingen mellemgruppe – de mellemstore hanner har enten meget små eller meget store horn. Hanner med små horn kaldes så minors og hanner med store horn majors.
Denne forskel skyldes at de små og de store hanner har tillagt sig forskellige parringsvaner. Mens majors kæmper med hinanden om hunnerne, sniger minors sig rundt i nærheden og tiltusker sig nu og da en parring, mens de andre hanner er travlt optaget med hinanden. Minors opsøger til tider også hunnerne i deres huler. Begge disse adfærdsmønstre ville besværliggøres af store horn, da de små hanner så lettere kunne opdages af de store og blive jages væk, og det ikke er til at komme ind i hunnens hule med store horn. Derved opstår der to klart afgrænsede typer indenfor den samme art, der er optimalt tilpasset til deres størrelse.